# Vendegies-au-Bois
Vendegies-au-Bois est une commune française située dans le département du Nord, en région Hauts-de-France.

## Géographie
Vendegies-au-Bois se situe sur le ruisseau des Harpies à 6 km à l'ouest de Solesmes et à 9 km au sud du Quesnoy.

### Communes limitrophes
| Romeries | Neuville-en-Avesnois              | Poix-du-Nord |
| Beaurain | Vendegies-au-Bois                 |              |
| Solesmes | Croix-Caluyau Forest-en-Cambrésis | Bousies      |

### Hydrographie

#### Réseau hydrographique
La commune est située dans le bassin Artois-Picardie. Elle est drainée par le ruisseau des Harpies et le ruisseau des Prés moignet,,.
Le ruisseau des Harpies, d'une longueur de 24 km, prend sa source dans la commune de Landrecies et se jette  dans l'Écaillon à Vendegies-sur-Écaillon, après avoir traversé onze communes. 

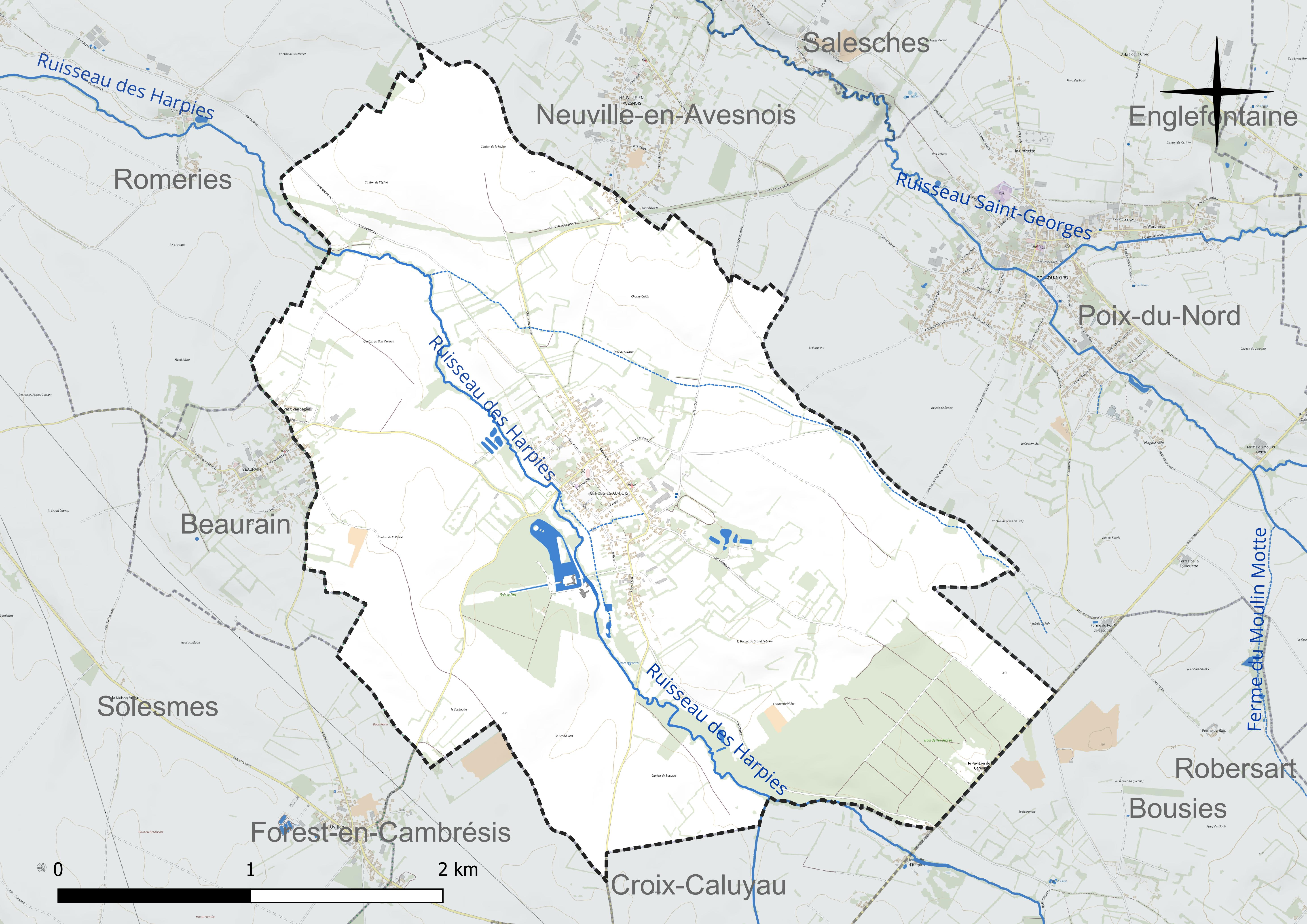
Réseau hydrographique de Vendegies-au-Bois.

#### Gestion et qualité des eaux
Le territoire communal est couvert par le schéma d'aménagement et de gestion des eaux (SAGE) « Escaut ». Ce document de planification concerne un territoire de 2 005 km2 de superficie, délimité par le bassin versant de l'Escaut. Le périmètre a été arrêté le 9 juin 2006 et le SAGE proprement dit a été approuvé le 13 juillet 2021. La structure porteuse de l'élaboration et de la mise en œuvre est le syndicat mixte Escaut et Affluents (SyMEA). 
La qualité des cours d'eau peut être consultée sur un site dédié géré par les agences de l'eau et l'Agence française pour la biodiversité. 

### Climat
Pour des articles plus généraux, voir Climat des Hauts-de-France et Climat du Nord.
En 2010, le climat de la commune est de type climat océanique dégradé des plaines du Centre et du Nord, selon une étude du CNRS s'appuyant sur une série de données couvrant la période 1971-2000. En 2020, Météo-France publie une typologie des climats de la France métropolitaine dans laquelle la commune est exposée à un climat océanique altéré et est dans la région climatique  Nord-est du bassin Parisien, caractérisée par un ensoleillement médiocre, une pluviométrie moyenne régulièrement répartie au cours de l'année et un hiver froid (3 °C). 
Pour la période 1971-2000, la température annuelle moyenne est de 10 °C, avec une amplitude thermique annuelle de 14,7 °C. Le cumul annuel moyen de précipitations est de 788 mm, avec 12,3 jours de précipitations en janvier et 9,4 jours en juillet. Pour la période 1991-2020, la température moyenne annuelle observée sur la station météorologique la plus proche, située sur la commune de Valenciennes à 20 km à vol d'oiseau, est de 11,0 °C et le cumul annuel moyen de précipitations est de 694,1 mm,. Pour l'avenir, les paramètres climatiques de la commune estimés pour 2050 selon différents scénarios d'émission de gaz à effet de serre sont consultables sur un site dédié publié par Météo-France en novembre 2022.

## Urbanisme

### Typologie
Au 1er janvier 2024, Vendegies-au-Bois est catégorisée commune rurale à habitat dispersé, selon la nouvelle grille communale de densité à sept niveaux définie par l'Insee en 2022.
Elle est située hors unité urbaine. Par ailleurs la commune fait partie de l'aire d'attraction de Valenciennes (partie française), dont elle est une commune de la couronne,. Cette aire, qui regroupe 102 communes, est catégorisée dans les aires de 200 000 à moins de 700 000 habitants,.

### Occupation des sols

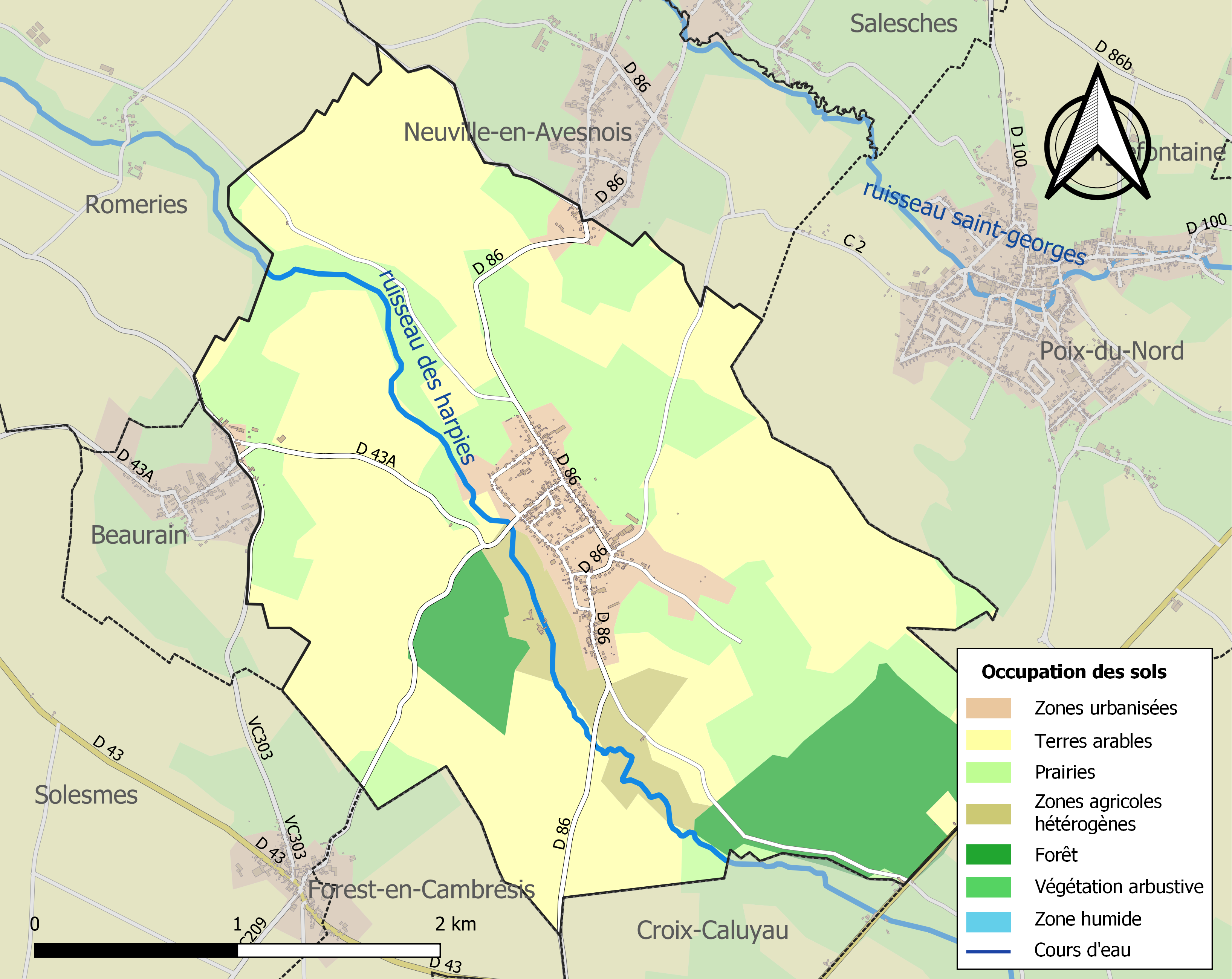
Carte des infrastructures et de l'occupation des sols de la commune en 2018 (CLC).

L'occupation des sols de la commune, telle qu'elle ressort de la base de données européenne d'occupation biophysique des sols Corine Land Cover (CLC), est marquée par l'importance des territoires agricoles (81,9 % en 2018), une proportion sensiblement équivalente à celle de 1990 (82,1 %). La répartition détaillée en 2018 est la suivante : 
terres arables (52 %), prairies (25,2 %), forêts (11,4 %), zones urbanisées (6,7 %), zones agricoles hétérogènes (4,7 %). L'évolution de l'occupation des sols de la commune et de ses infrastructures peut être observée sur les différentes représentations cartographiques du territoire : la carte de Cassini (XVIIIe siècle), la carte d'état-major (1820-1866) et les cartes ou photos aériennes de l'IGN pour la période actuelle (1950 à aujourd'hui).

## Histoire
La commune est traversée par l'une des sept voies romaines (Chaussée Brunehaut) autour de  Bavay, la voie Bavay-Saint-Quentin et des restes d'un bâtiment romain attestent de leur présence ici. Wandegeias se trouve mentionné en 661, puis le nom utilisé dans des acres est Vendougies ou le latin Veldelgiis. 
Dans la période féodale, Vendegies est une seigneurie. Le château féodal est détruit en 1340.
L'Abbaye des Dames de Beaumont (Valenciennes) a déclaré posséder des biens dans le village en 1602.
La seigneurie appartient au XVIe siècle à la famille de Montmorency-Nivelle-Hornes qui reconstruit le château. Le domaine est en 1562 acquis par Antoine de Gognies et passe plus tard par héritage dans la famille Bonnières qui le cède en 1766 à la famille Bouchelet de Vendegies qui habite le château jusqu'au XXe siècle.

## Politique et administration

### Liste des maires
Maire en 1939 : Ratte.
| Période                                  | Période   | Identité                                      | Étiquette | Qualité                         |
| ---------------------------------------- | --------- | --------------------------------------------- | --------- | ------------------------------- |
| Les données manquantes sont à compléter. |           |                                               |           |                                 |
| 1802-1807                                | ?         | Doison                                        |           |                                 |
|                                          |           |                                               |           |                                 |
| 1881                                     | ?         | Gabet                                         |           |                                 |
|                                          |           |                                               |           |                                 |
| Mars 2001                                | mars 2008 | Monique Petit                                 |           |                                 |
| Mars 2008                                | En cours  | Zahra Ghezzou Réélue pour le mandat 2020-2026 |           | Réélue pour le mandat 2014-2020 |

## Population et société

### Démographie

#### Évolution démographique
L'évolution du nombre d'habitants est connue à travers les recensements de la population effectués dans la commune depuis 1793. Pour les communes de moins de 10 000 habitants, une enquête de recensement portant sur toute la population est réalisée tous les cinq ans, les populations de référence des années intermédiaires étant quant à elles estimées par interpolation ou extrapolation. Pour la commune, le premier recensement exhaustif entrant dans le cadre du nouveau dispositif a été réalisé en 2004.

En 2022, la commune comptait 479 habitants, en évolution de −2,64 % par rapport à 2016 (Nord : +0,51 %, France hors Mayotte : +2,11 %).
| 1793 | 1800 | 1806 | 1821  | 1831  | 1836  | 1841  | 1846  | 1851  |
| ---- | ---- | ---- | ----- | ----- | ----- | ----- | ----- | ----- |
| 804  | 386  | 800  | 1 007 | 1 104 | 1 116 | 1 156 | 1 179 | 1 162 |

| 1856  | 1861  | 1866  | 1872  | 1876 | 1881 | 1886 | 1891 | 1896 |
| ----- | ----- | ----- | ----- | ---- | ---- | ---- | ---- | ---- |
| 1 131 | 1 137 | 1 077 | 1 006 | 943  | 893  | 843  | 811  | 757  |

| 1901 | 1906 | 1911 | 1921 | 1926 | 1931 | 1936 | 1946 | 1954 |
| ---- | ---- | ---- | ---- | ---- | ---- | ---- | ---- | ---- |
| 705  | 695  | 650  | 555  | 527  | 515  | 466  | 447  | 481  |

| 1962 | 1968 | 1975 | 1982 | 1990 | 1999 | 2004 | 2006 | 2009 |
| ---- | ---- | ---- | ---- | ---- | ---- | ---- | ---- | ---- |
| 453  | 419  | 384  | 374  | 395  | 387  | 426  | 432  | 495  |

| 2014 | 2019 | 2022 | - | - | - | - | - | - |
| ---- | ---- | ---- | - | - | - | - | - | - |
| 499  | 488  | 479  | - | - | - | - | - | - |

#### Pyramide des âges
La population de la commune est relativement jeune.
En 2018, le taux de personnes d'un âge inférieur à 30 ans s'élève à 32,4 %, soit en dessous de la moyenne départementale (39,5 %). À l'inverse, le taux de personnes d'âge supérieur à 60 ans est de 21,6 % la même année, alors qu'il est de 22,5 % au niveau départemental.
En 2018, la commune comptait 230 hommes pour 258 femmes, soit un taux de 52,87 % de femmes, légèrement supérieur au taux départemental (51,77 %).
Les pyramides des âges de la commune et du département s'établissent comme suit.
| Hommes | Classe d’âge | Femmes |
| ------ | ------------ | ------ |
| 0,4    | 90 ou +      | 0,4    |
| 5,2    | 75-89 ans    | 7,4    |
| 16,5   | 60-74 ans    | 13,2   |
| 23,9   | 45-59 ans    | 22,9   |
| 23,9   | 30-44 ans    | 21,7   |
| 13,9   | 15-29 ans    | 15,5   |
| 16,1   | 0-14 ans     | 19,0   |

| Hommes | Classe d’âge | Femmes |
| ------ | ------------ | ------ |
| 0,5    | 90 ou +      | 1,4    |
| 5,3    | 75-89 ans    | 8,1    |
| 14,8   | 60-74 ans    | 16,2   |
| 19,1   | 45-59 ans    | 18,4   |
| 19,5   | 30-44 ans    | 18,7   |
| 20,7   | 15-29 ans    | 19,1   |
| 20,2   | 0-14 ans     | 18     |

## Culture locale et patrimoine

### Lieux et monuments
- L'église Saint-Humbert du XIXe siècle.
- Château du XVIe et XVIIe siècles[28], occupé pendant la Première Guerre mondiale et restauré depuis, construit en brique et pierre sur un terre-plein entouré de douves en eaux. Son parc.
- Le petit bois de Vendegies.
- Chapelle Saint-Maurice de 1879.
- Le monument aux morts.
- Le cimetière communal et le Vendegies-au-Bois British Cemetery hébergent 52 tombes de guerre de la Commonwealth War Graves Commission[29],[30].

### Galerie

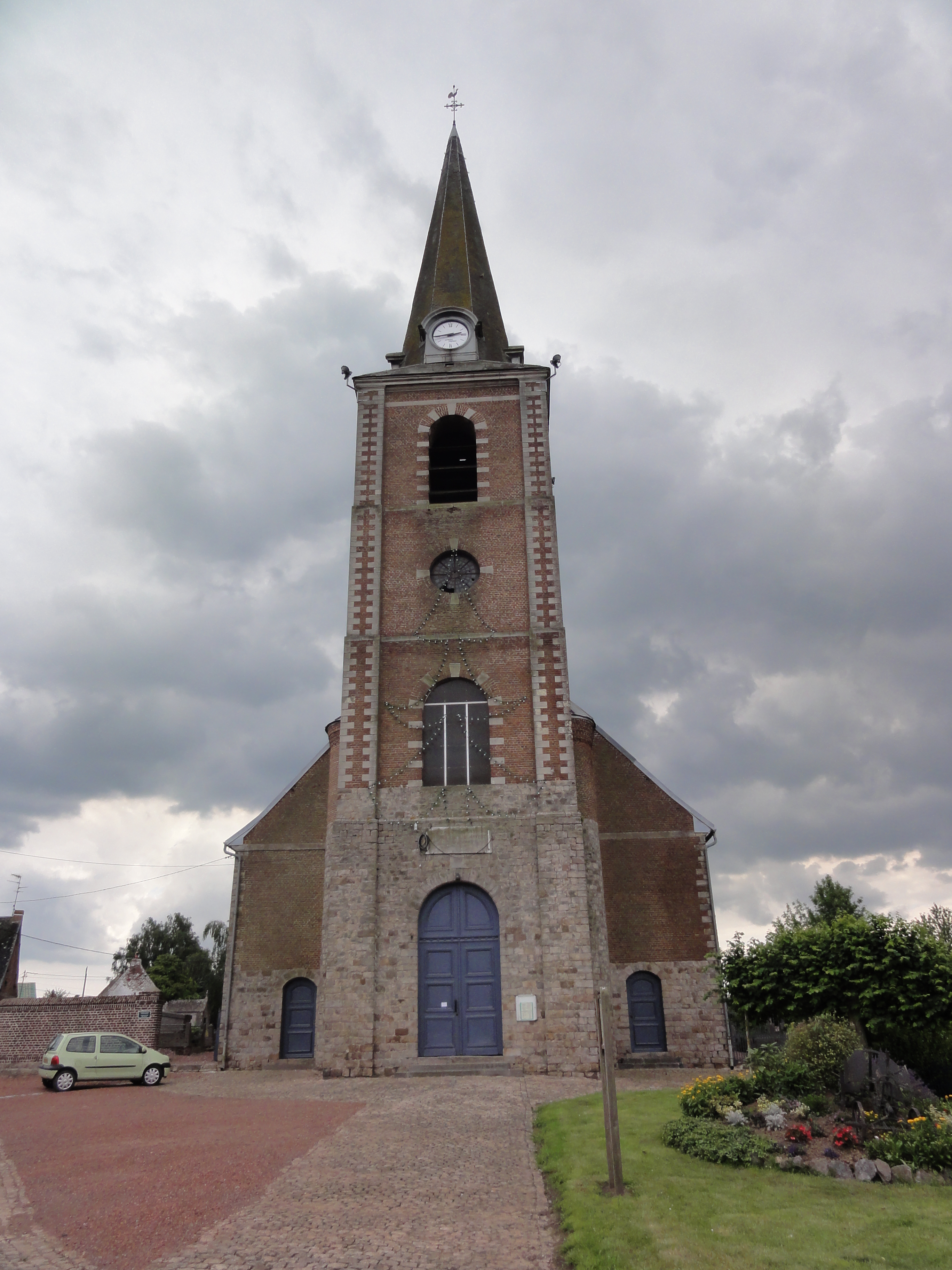
L'église Saint-Humbert.
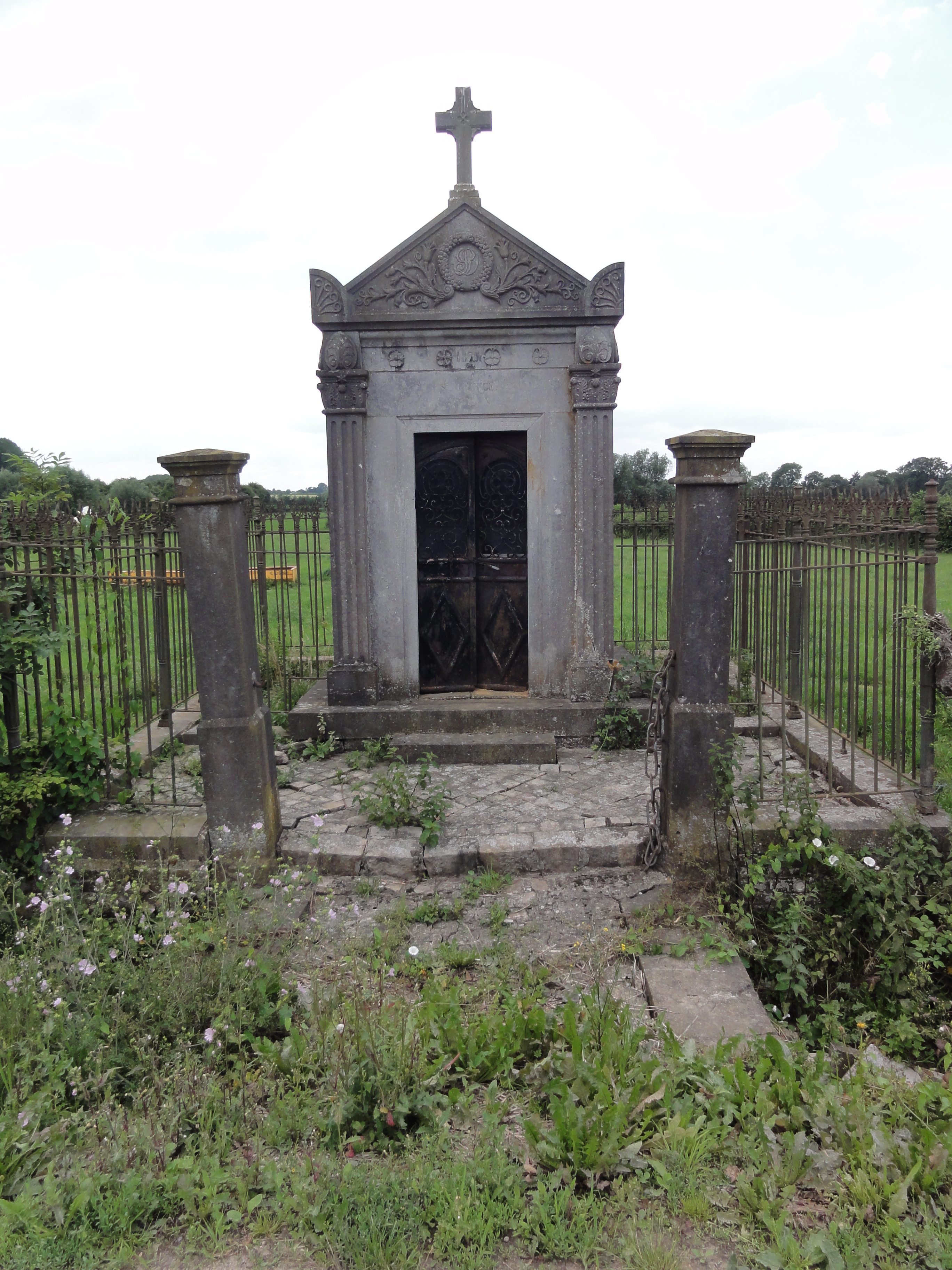
Chapelle Saint Maurice.
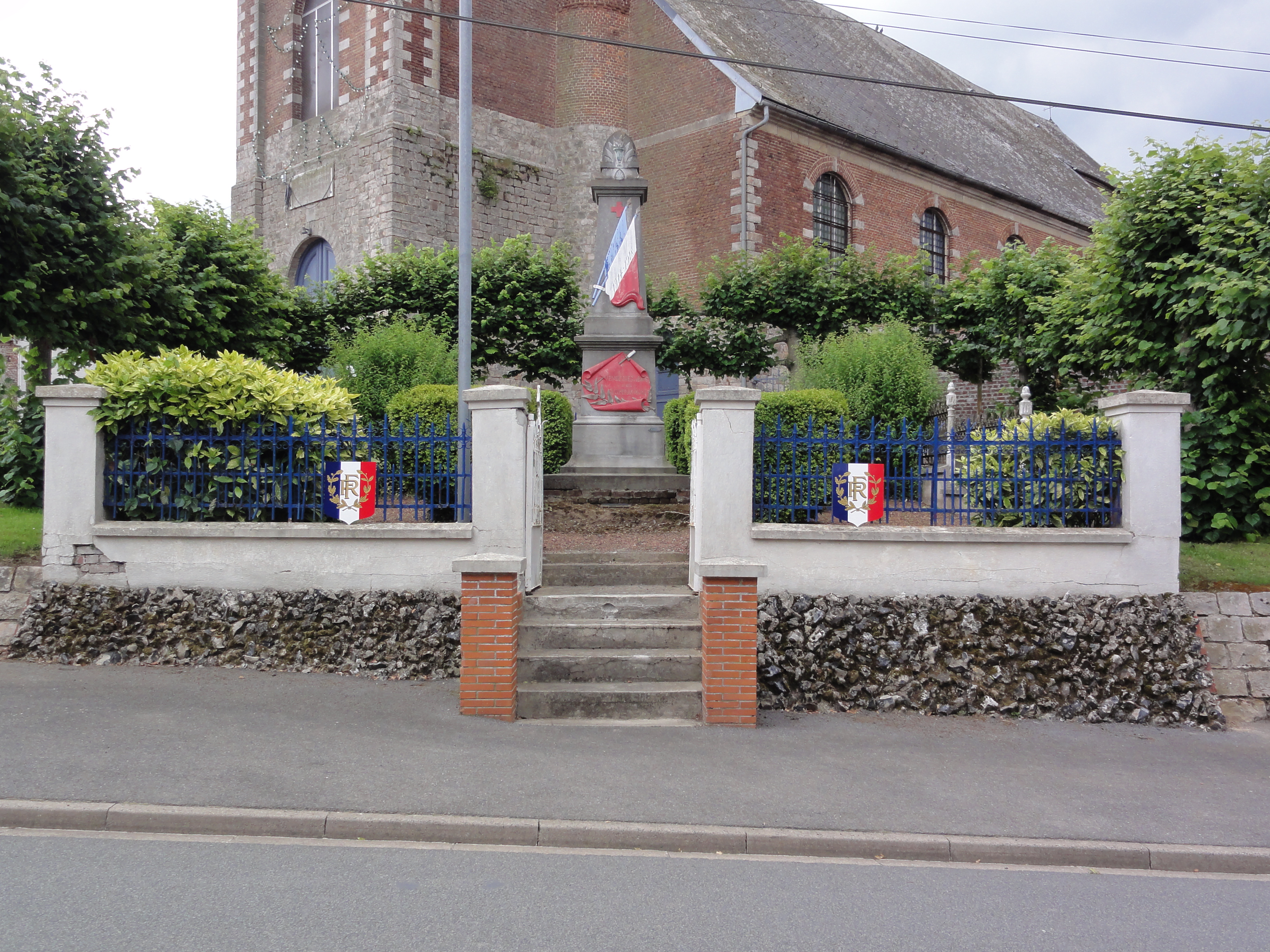
Le monument aux morts.
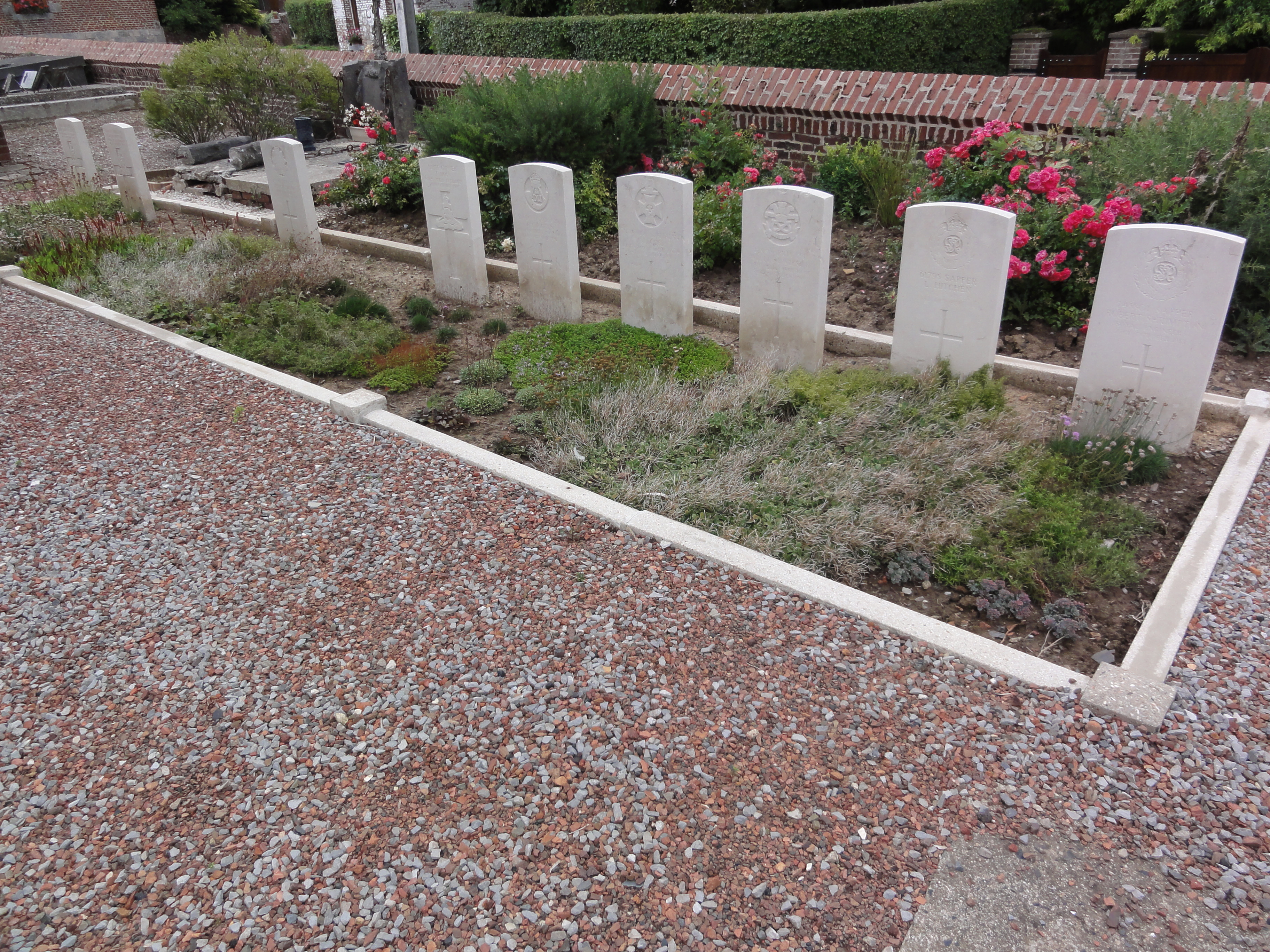
Les tombes de guerre au cimetière communal.
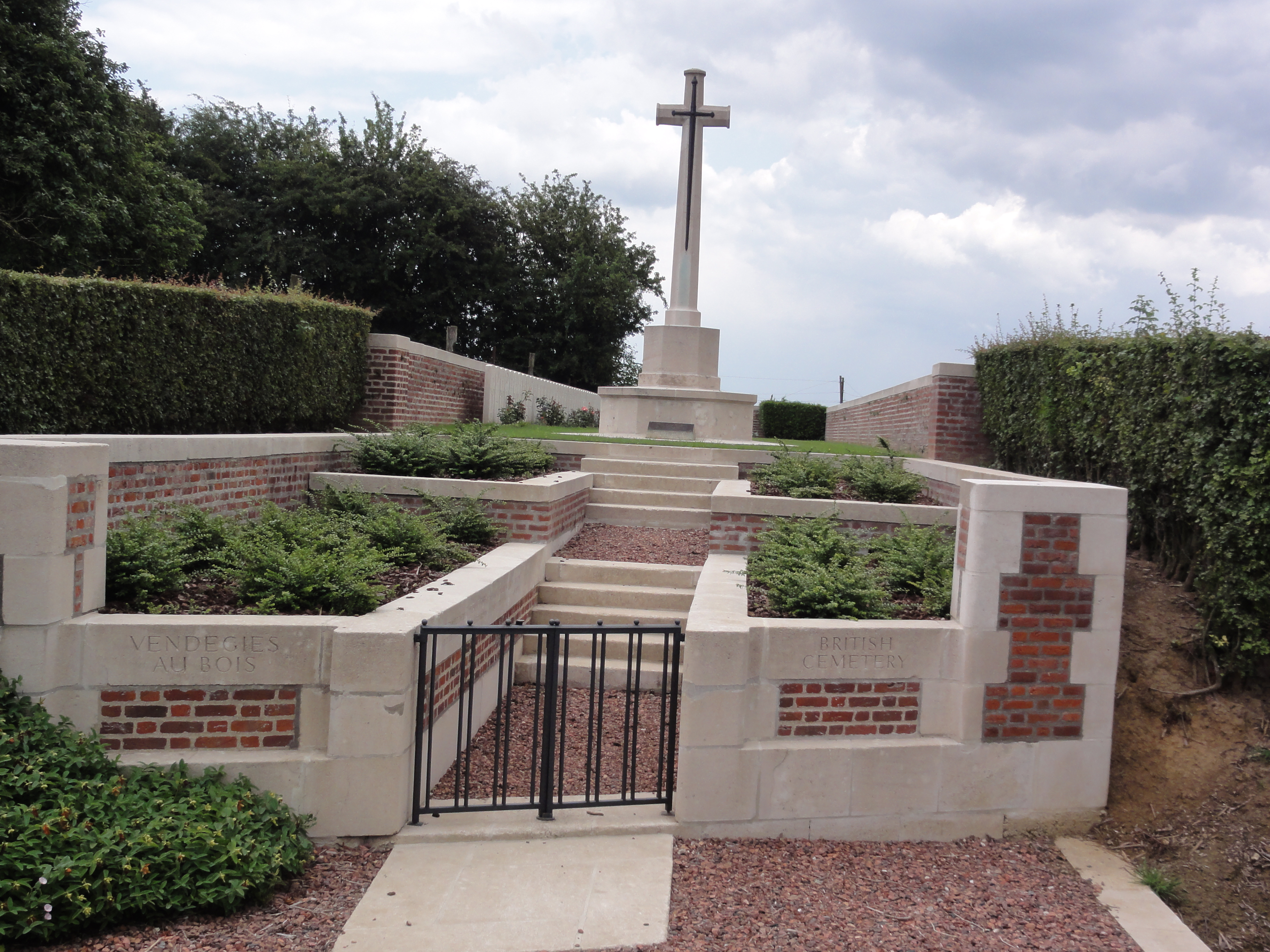
Le cimetière britannique de Vendegies-au-Bois.

### Héraldique
| Blason de Vendegies-au-Bois | Blason  | Vairé d'or et d'azur. |
| Blason de Vendegies-au-Bois | Détails |                       |